# انحياز للمصلحة الذاتية
يشير مصطلح الانحياز للمصلحة الذاتية, الذي يطلق عليه أحيانًا التحيز للصفات التي تخدم المصلحة الذاتية, إلى الأفراد الذين ينسبون نجاحهم إلى عوامل شخصية وإخفاقهم لعوامل خارجية أو ظرفية. وهذا الانحياز هو آلية يستخدمها الأفراد في حماية وتعزيز تقدير الذات لديهم. على سبيل المثال، الطالب الذي يَعزي الدرجات الجيدة التي حصل عليها في الامتحان إلى ذكائه والوقت الذي يمضيه في الدراسة والدرجات الضعيفة إلى ضعف المدرس وعدم قدرته على التدريس وأسئلة الاختبار غير المنصفة، فهذا يمثل الانحياز للمصلحة الذاتية. أظهرت الدراسات أن هناك تفسيرات مماثلة في المواقف المختلفة مثل أماكن العمل والعلاقات الشخصية المتبادلة والرياضة وقرارات المستهلكين. وتؤثر كل من العمليات التحفيزية (أي تعزيز الذات والحفاظ على الذات) والعمليات المعرفية (أي مركز السيطرة وتقدير الذات) على الانحياز للمصلحة الذاتية. وهناك اعتبارات مشتركة بين الثقافات (أي الاختلافات الثقافية الفردية والجماعية) وذوي الاحتياجات الطبية الخاصة (أي الاكتئاب) في إطار هذا الانحياز. واستخدمت الكثير من الأبحاث التي أجريت على الانحياز للمصلحة الذاتية التقارير الذاتية للمشاركين عن التفسير القائم على التلاعب بنتائج المهمة أو الحالات الطبيعية. بالرغم من ذلك، فإن بعض الأبحاث الحديثة تحول تركيزها إلى التلاعب الفسيولوجي مثل الإغراء العاطفي والتحفيز العصبي في محاولة لفهم أفضل للآليات البيولوجية التي تساهم في الانحياز للمصلحة الذاتية.

## الطرق

### الاختبارات المعملية
تختلف البحوث الخاصة بالانحياز للمصلحة الذاتية على أساس الأهداف التجريبية بالإضافة إلى الجوانب الأساسية. ويقوم المشتركون ببعض المهام، غالبًا تتعلق بالذكاء أو الحساسية الاجتماعية أو القدرة على التدريس أو مهارات العلاج. وربما يُطلب من المشتركين العمل بمفردهم أو في أزواج أو في مجموعات. وبعد اكتمال المهمة يتم تقديم تقييمات عشوائية وهمية للمشتركين، واستخدمت بعض الدراسات آليات تحفيز عاطفية لدراسة التأثيرات المعتدلة على الانحياز للمصلحة الذاتية. وفي النهاية، فإن المشاركين يوجدون تفسيرات للنتائج المحددة. وهذه التفسيرات يقيمها الباحثون لتحديد تبعات الانحياز للمصلحة الذاتية.

### التجارب العصبية
تستخدم بعض التجارب الحديثة تقنيات التصوير العصبي لاستكمال الإجراءات المختبرية عن الانحياز للمصلحة الذاتية. تم دراسة الارتباط العصبي للانحياز للمصلحة الذاتية عن طريق تخطيط كهربية الدماغ وكذلك التصوير بالرنين المغناطيسي الوظيفي (fMRI). وتسمح هذه الإجراءات برؤية الأنشطة الموجودة بداخل الدماغ أثناء حدوث الانحياز للمصلحة الذاتية وآلية التمييز بين نشاط الدماغ لدى الأصحاء والمرضى.

### الدراسة الطبيعية
يمكن استخدام نتائج الأداء بأثر رجعي في دراسة الانحياز للمصلحة الذاتية، ومن أمثلتها أداء شركة تبعه تقرير ذاتي لتفسيرات النتيجة. ويمكن استخدام تفسيرات التقرير الذاتي فيما بعد في تقييم النجاحات والإخفاقات التي يعرضها الموظفون والمديرون، ويمكن استخدام هذه الطريقة في الكثير من المتغيرات المتعددة لتحديد وجود أو غياب الانحياز للمصلحة الذاتية.

## العوامل والمتغيرات

### الدافع
يوجد صنفان من الدوافع التي لها صلة بانحياز المنفعة الذاتية، وهما: تحسين الذات، وحسن تقديم الذات. ويهدف تحسين الذات إلى الحفاظ على تقدير الذات، بحيث تنسب كل لحظات النجاح إلى نفسها، وتلقي باللوم على عوامل خارجية في حالة الفشل. ويشير مصطلح تقديم الذات إلى الرغبة في إيصال صورة حسنة عن الذات للآخرين، ونسب الأفضال إليها لتحسين انطباع الآخرين عنها. فمثلًا، قد يقر المرء بمسؤليته الشخصية عن نجاحاته، ولكن ليس إخفاقاته، وذلك في محاولة للتحكم بالصورة التي ترتبط به في أذهان الآخرين. وتعمل تلك الدوافع جنبًا إلى جنب مع عوامل إدراكية أخرى على نسب النتائج الحسنة إلى الذات بهدف حفظ ماء الوجه وإرضاء الذات.

### حيز السيطرة
ويعد مفهوم حيز السيطرة من المؤثرات الرئيسية في أسلوب إيعاز النتائج إلى أسبابها. فأولئك الذين يعتقدون بقدرتهم على التحكم في أحوالهم، وأن أفعالهم تؤثر في مصائرهم، لديهم إحساس شخصي بحيز السيطرة. أما الذين يعتقدون أن أفعالهم لا طائل منها، وأن القوى الخارجية والصدفة والحظ هم من يتحكمون بمصائرهم، فلديهم إحساس خارجي بحيز السيطرة. واحتمال ظهور انحياز المنفعة الشخصية عند النوع الثاني من الناس أكبر من احتمال ظهوره عند النوع الأول في حالة الفشل والإخفاقات. إلا أن هذا التباين الملحوظ لا يظهر بنفس الكيفية في حالة النجاحات، وذلك حيث أنه في حالة إحراز النجاحات فسوف تقل حاجة الأفراد إلى تحسين صورتهم عن ذاتهم بغض النظر عن النوع الذي ينتمون إليه. فقد لوحظ أن الطيارين الذين يعتقدون بأن العوامل الخارجية تؤثر على مصائرهم لديهم احتمالية أكبر في إظهار انحياز المصلحة الشخصية من حيث مهاراتهم ومدى إتباعهم قواعد الأمان.

### الجنس
فقد أظهرت الدراسات وجود تباين طفيف في احتمالية ظهور انحياز المنفعة الشخصية بين الذكور والإناث. فقد كان الرجال يميلون إلى إلقاء اللوم على شريكاتهم بنسبة أكبر من النساء في حالة الظروف السيئة، وذلك طبقًا لأحد الاستطلاعات التي تستند على التقارير الذاتية بغرض البحث في التفاعلات بين الأزواج المرتبطة رومانسيًا. فقد يكون ذلك دليلًا على أن انحياز المنفعة الذاتية يظهر بصفة شائعة أكثر عند الرجال بالمقارنة بالنساء، إلا أن هذه الدراسة لم تبحث في ردود الأفعال في حالة ظهور نتائج حسنة.

### العمر
فقد وجد أن البالغين الأكبر سنًا يميلون إلى نسب النتائج السيئة إلى عوامل شخصية بنسبة أكبر. وبالنظر إلى أسلوب الإيعاز المتباين بين الأعمار المختلفة نستنتج أن انحياز المنفعة الذاتية يظهر بصفة أقل في الأفراد الطاعنين في السن. وقد وجد أيضًا أن أولئك البالغين الذين أوعزوا أسباب النتائج السلبية إلى عوامل شخصية يرون أن حالتهم الصحية سيئة، مما يرجح أن العواطف السلبية قد تتداخل مع تأثير العمر المزعوم.

### الثقافة
وتوجد أدلة على وجود اختلافات ثقافية في ظهور انحياز المنفعة الشخصية، بالأخص عند مقارنة الحضارات الفردية (مثل الحضارة الغربية) بالحضارات الجماعية (غير الغربية). وذلك حيث أن القيم العائلية وأهداف المجتمع ككل ذات أهمية عظمى في الثقافات الجماعية. وعلى خلاف ذلك، فإن الطموحات الفردية وتركيز الحضارات الفردية على الهوية تعزز من حاجة الناس إلى الدفاع عن وتعزيز صورتهم الذاتية. ورغم أنه تم إثبات وجود بعض الاختلافات بالفعل، إلا أن بعض الكتابات العلمية تناقض النتيجة السابقة، فقد وجد أن الأسالبب الشائعة في إيعاز النتائج في مختلف الثقافات متشابهة، وبالتحديد في بلجيكا، وألمانيا الغربية، وكوريا الجنوبية، وإنجلترا. وكذلك كانت نتيجة الدراسة الطبيعية للشركات الأمريكية واليابانية، حيث وجد أن الاختلاف القائم يكمن في إستراتيجية إيعاز النتائج إلى أسبابها وليس في الخلط بين تأثير العوامل الشخصية والخارجية. ورغم أنه من المرجح وجود اختلافات ثقافية نظامية في مدى ظهور انحياز المنفعة الشخصية، وبالتحديد بين الثقافة الغربية وغير الغربية، إلا أنه لم يتوصل الباحثون إلى إتفاق حتى الآن.
فقد وجد الباحثون كودو ونوموزاكي في دراسة بعنوان «انحياز المنفعة الشخصية في اليابان: إعادة فحص الانحياز في النجاح والإخفاق» أن المشاركين الذين ينعمون بحياة ناجحة يوعزون أسباب النجاح إلى أنفسهم بصفة أكبر مقارنة بأولئك الذين يمرون بظروف صعبة، وذلك رغم أن الأبحاث الماضية أكدت مرارًا وتكرارًا أن انحياز المنفعة الشخصية لا يظهر في العادة عند اليابانيين. وكذلك أظهرت دراسة أخرى في هولندا بعنوان «تأثير اللغات الأجنبية على انحياز المنفعة الشخصية: تجربة ميدانية في فصول المدارس العليا (الثانوية)» أن الطلاب المشاركين في الدراسة بأعمار تتراوح بين 13-15 الذين يتلقون التعقيبات على أعمالهم الدراسية باللغة الإنجليزية الأجنبية يظهر عليهم انحياز المنفعة الشخصية بصفة أكبر من أولئك الذين يتلقون التعقيبات بلغتهم الهولندية الأصلية.

### الدور الشاغل
وتقتضي الأبحاث المختصة بدراسة انحياز المنفعة الشخصية أن تفرق بين دور القائم بالمهمة ودور المراقب المتفرج. فقد يرتبط التباين في ردود الأفعال بتحيز المراقب – الفاعل. حيث أن القائم بالمهمة يميل إلى التحيز إلى مصلحته الشخصية عند نسب النتائج إلى نفسه أو إلى عوامل خارجية على حسب كونها نتائج حسنة أم سيئة. أما المراقب فهو يميل إلى أن يكون أكثر موضوعية في الحكم على أسباب النتائج. وذلك يكمن في حقيقة أن صورة الذات عند القائم بالمهمة تحت التهديد، وعليه فلا يجد بدًا من أن يدافع عنها، أما المراقب فهو لا يتعرض لنفس الضغط أو التهديد عند تقييمه أداء الآخرين.

### تقدير الذات والعواطف
قد تتلاعب العواطف بإحساس المرء بتقديره لذاته، والذي قد يتلاعب بدوره بحاجة المرء إلى حماية هويته الشخصية. ويعتقد أن الأشخاص الذين يحسنون تقدير ذاتهم لديهم الكثير مما يخشون أن يخسروه، ولذلك يظهر عليهم انحياز المنفعة الشخصية بصفة بنسبة أكبر عن أولئك الذين يسيئون تقدير ذاتهم.[2] ففي أحد الدراسات، حرض الباحثون في مجموعة من المشاركين إحساسهم بالذنب والاستحقار، وعليه وجدوا أن تلك المجموعة كانت تنسب الأفضال إلى نفسها وتتفادى اللوم على إخفاقاتها بنسبة أقل مقارنة بعامة الناس. [15] وعليه استنتج كولمان أن عاطفة الإحساس بالذنب واستحقار الذات تتسببان في انحسار تقدير الذات، مما يؤدي بدوره إلى قلة احتمال اللجوء إلى تحيز المنفعة الشخصية.

### الإدراك الذاتي واحتمال التحسن
وكذلك تؤثر العلاقة بين مستوى الإدراك الذاتي عند الأفراد واحتمال التحسن المحسوس باحتمال اللجوء إلى انحياز المنفعة الشخصية. وذلك حيث أن الأفراد الذين يمتلكون مستوى عاليًا من الإدراك الذاتي يقرون بمسؤليتهم الشخصية عند الفشل في حالة اعتقادهم بوجود احتمالية كبيرة في التحسن. ولكن يلجأ نفس هؤلاء الأفراد إلى تحيز المنفعة الشخصية عندما يشعرون بوجود احتمال ضعيف في التحسن. أما أولئك الذين يفتقرون إلى الإدراك الذاتي يقعون في فخ التحيز للذات في جميع الأحوال.

## آثاره في العالم الواقعي

### مكان العمل
وقد يتجلى لنا التحيز للذات من عدة أوجه في مكان العمل. فقد أظهرت لنا الأبحاث أن الأفراد يظهرون تحيزهم في حالة قبولهم أو رفضهم من تولي الوظيفة: حيث ينسب الأفراد نجاحهم في الحصول على الوظيفة إلى عوامل شخصية، ويلقون باللوم على عوامل خارجية أو ظرفية في حالة فشلهم. ولكن يختفي تأثير التحيز للذات في أحد الدراسات التجريبية عن البطالة، والتي طلب فيها الباحثون من المشاركين أن يتخيلوا وجود عدة فرص عمل وأن يتوقعوا احتمالية قبولهم في تلك الوظائف. ويعتقد الباحثون أن سبب هذه النتيجة هو تأثير دور المراقب في ظهور انحياز المنفعة الشخصية.
ويميل ضحايا حوادث العمل الخطيرة إلى إلقاء اللوم على عوامل خارجية، بينما يميل زملاء العمل وموظفي الإدارة إلى إيعاز الحادثة إلى أفعال الضحية. وفي أحد الأبحاث عن ديناميكية الجماعات، وضع الباحثون عدة أفراد في عدة جماعات افتراضية، ومن ثم طلبوا منهم أداء عدة مهام متعلقة بإتخاذ القرارات مع توفر وسائل إتصال مع أفراد الجماعة عبر أجهزة حاسوب. ومن ثم أظهرت النتائج وجود تحيز للذات في حالة النتائج السلبية، وأن تباعد أفراد الجماعة عن بعضهم البعض تسبب في زيادة إلقاء اللوم على أفراد الجماعة عند حدوث نتيجة سلبية.

### النرجسية
فقد أظهرت الدراسات أن النرجسية ترتبط بحسن تقييم الذات في أدوار القيادة، وذلك حتى عند أخذ عوامل عناصر الشخصية الخمسة في الاعتبار. وكما أظهرت دراسة أخرى، أنه على الرغم من وجود ارتباط إيجابي قوي بين النرجسية وتقييم الذات في أدوار القيادة، إلا أنها ترتبط ارتباطا عكسيًا بتقييم الآخرين لذات الشخص. وقد أظهرت تلك الدراسة أيضًا أن النرجسية ترتبط بحسن تقييم الذات من حيث الأداء المهني الظرفي وحسن تدبر أمور الوظيفة مقارنة بتقييم مشرفي العمل على أداء ذات الشخص. ونظرًا إلى أن النرجسية تنعكس بصفة عامة على الإشادة بالنفس إلى جانب ميول سلوكية يبغضها الكثير من الناس، فمن المتوقع جدًا أن النرجسية تؤثر على انطباع الذات عن نفسها وانطباع الآخرين عنها بشكل مختلف، ومن المهم التعرف على هذه الظاهرة نظرًا إلى أن هذه الاختلافات الإدراكية هي الأساس في نشوء بعض الأصناف المحددة من إدارة الأداء وأساليب التطوير.

### الفصول المدرسية
أظهرت كلًا من الدراسات الميدانية والدراسات التجريبية أن كلًا من المعلمين والتلاميذ يلجؤون إلى انحياز المنفعة الشخصية فيما يتعلق بنتائج أفعالهم داخل الفصل. وقد تتسبب هذه التحيزات بافتعال الخلافات بين المعلم والطالب، حيث أن أيًا منهما لا يريد أن يتحمل أي مسؤولية شخصية، حيث يلقي كلًا منهما اللوم على الآخر. ولكن أقر كلًا من الطلاب والمعلمين أنهم على علم بتحيزات أقرانهم، مما يشير إلى وجود آلية سهلة التنفيذ لحل هذه الخلافات.